# Прокопий Газский
Прокопий Газский (греч. Προκόπιος ο Γαζαίος; ок. 475 — ок. 528) — христианский ритор, богослов и экзегет, глава Газской школы риторики, учитель Хорикия Газского. Сочинения Прокопия Газского включены в 87-й том Patrologia Graeca.

## Биография
Родился и жил в Газе, где руководил местной школой риторики. Прокопию принадлежат толкования на многие книги Ветхого Завета, и он считается первым составителем экзегетического свода толкований. Среди христианских богословских сочинений Прокопия известны:
- комментарии на книги Бытие, Исход, Левит, Числа, Второзаконие, книгу Иисуса Навина, книгу Судей,
- комментарии на книгу пророка Исаии;
- схолии на книги Царств, Паралипоменон и притчи Соломона;
- комментарии на Песнь Песней;
- отрывок «Опровержение Прокла».

В своих работах Прокопий пользовался в основном толкованиями Василия Великого, Григория Богослова и Кирилла Александрийского, а также Филона Карпафийского.
Прокопию принадлежит первенство в создании жанра катен («цепей») — комментариев в виде маргиналий на полях.
Предполагают, что Прокопий был учителем преподобного аввы Дорофея.
Вместе с тем, Прокопий Газский, как один из наиболее ярких представителей Газской христианской риторической школы V—VI вв. — уникального феномена в истории ранневизантийской культуры, представляет собой яркий образец плодотворного синтеза классического и христианского наследия. В этой школе будущие епископы и священники учились красноречию на примерах из классической античной мифологии.
«Античная» часть наследия Прокопия весьма разнообразна:
- 7 речей (3 декламации — О весне I—II; О розе; и 4 этопеи — О пастухе; О морской торговле; Об Афродите; О Фениксе);
- 2 экфрасиса (Орологий — описание часов на городском рынке Газы; Экфрасис картины «Федра и Ипполит»);
- 2 панегирика (Императору Анастасию; Стратигу Азиатику);
- 2 монодии (На храм св. Софии; На обрушение купола храма св. Софии; их принадлежность сомнительна);
- письма.

Наиболее важное значение исторического источника имеет корпус писем Прокопия, в которое включают 166, а в последнее издание Эудженио Амато (2010) — 174 письма (в «Греческой патрологии» — 104). В письмах Прокопий предстает как меценат и любезный учитель, который поддерживал хорошие отношения со своими учениками. Его переписка также содержит много сведений об отношениях с коллегами-профессорами и дает хорошее представление об академической среде в Газе, Антиохии и Александрии. Прокопий обращается в своих письмах к широкому кругу людей — родственников, друзей, коллег, риторов, учащихся и т. д. — и выражает мнение относительно самых разнообразных ситуаций. Часто ученый в нем как бы оттесняет человека на второй план, однако, за сложностью литературного стиля Прокопия мы можем увидеть и определенные черты его внутреннего мира. Вместе с дружбой и семейными связями, наибольшее значение имеют его отношения с учениками. Аудитория Прокопия предстает как сообщество, которое разделяет те же нравственные ценности и культурные вкусы, что и он. В рамках этого сообщества искусство Прокопия находит своё оправдание: он является «софистом», то есть, арбитром красноречия и, в то же время, высокоморальным человеком, христианином, который может вести своих современников в нужном направлении, напоминая им о добродетельных примерах. Картина образов адресатов Прокопия, предстающая в его письмах, совпадает с описанием Газы и аудитории ритора как «роя мудрых пчел», который пытается обрести взвешенный баланс между классическим наследием и христианской духовностью.
Важное значение исторического источника также имеет прозаический «Панегирик императору Анастасию» в 30 главах (ср. латинский стихотворный панегирик Присциана Грамматика тому же императору).
Прокопия Газского в должности руководителя Газской школы сменил его ученик — ритор Хорикий, продолживший «античную» часть творчества Прокопия (принадлежность некоторых декламаций Прокопию или Хорикию до самого недавнего времени была предметом дискуссий, настолько они сходны).
В отечественной исторической науке Прокопий Газский не привлек совершенно никакого внимания исследователей. О нем практически нет ни одной специальной работы. Лишь в монографии В. Е. Вальденберга, подготовленной к печати в начале 1930-х гг., но опубликованной в 2008 г., был проанализирован «Панегирик Анастасию» с точки зрения истории политических идей Ранней Византии.

### Издания. Переводы
- Procopii Gazaei epistolae et declamationes / Studia patristica et Byzantina, 9 / Eds. A. Garzya, R.L. Loenertz. Ettal, 1963.
- Procopii Gazaei Catena in Ecclesiasten / Corpus Christianorum. Series Graeca 4 / Ed. S. Leanza. Turnhout-Brepols: Leuven University Press, 1978.
- Procope de Gaza, Priscien de Cesaree: panegyriques de l’empereur Anastase 1er / ed. A. Chauvot. Bonn, 1986. XIII, 323 p.
- Procopio di Gaza. Panegirico per l’Imperatore Anastasio / ed. G. Matino. Napoli, 2005.
- Procope de Gaza. La Description de l’Horloge. Traduction, commentaire, mémoire / Ed. Chr. Pernet. Université de Fribourg (CH), 2006.
- Procopius Gazaeus. Opuscula rhetorica et oratoria / omnia primum collegit, edidit, apparatu critico instruxti E. Amato, adiuvante G. Ventrella. Berlin-New York: W. de Gruyter, 2009.
- Rose di Gaza. Gli scritti retorico-sofistici e le Epistole di Procopio di Gaza. Alessandria: Edizioni dell’Orso, 2010. XII + 697 p.
- Thesaurus Procopii Gazaei opuscula, epistulae et fragmenta / curantibus E. Amato, B. Kindt et Cental. Turnhout, 2011.
- Procope de Gaza. Discours et fragments / Ed. E. Amato, A. Corcella, G. Ventrella. Paris: Les belles lettres, 2014.
- Prokop von Gaza. Eclogarum in libros historicos Veteris Testamenti epitome. Teil 2: Der Exoduskommentar. Hrsg. von K. Metzler. Berlin-Boston: De Gruyter 2020.
- Prokop von Gaza. Der Exoduskommentar. Über-setztundmitAnmerkungenversehen (DiegriechischenchristlichenSchrift-steller der ersten Jahrhunderte. Neue Folge 28). Berlin–Boston: De Gruyter 2020.

### Исследования
- Богомаз Е. Е. Письма Прокопия Газского в контексте позднеантичной эпистолографии // Империя ромеев во времени и пространстве: центр и периферия. XXI Всероссийская сессия византинистов. М.-Белгород, 2016. С. 26—28. ISBN 978-5-9907865-5-4.
- Богомаз Е. Е. «Рой мудрых пчел»: адресаты писем Прокопия Газского (просопографический анализ) // Кондаковские чтения — V. Белгород, 2016. С. 105—108. ISBN 978-5-9571-2248-0.
- Болгова А. М.  Прокопий Газский: ритор и богослов // Проблемы истории, филологии, культуры. № 2. 2014. С. 101—107. ISSN 19919484.
- Вальденберг В. Е.  История византийской политической литературы. СПб., 2008. С. 150—165.
- Amato E. Due problematiche allusioni ad Eschilo e Pindaro in Procopio di Gaza e Giovanni Lido // Rheinisches Museum für Philologie. Neue Folge, 148. Bd., H. 3/4. 2005. P. 418—422.
- Amato E. Paganesimo e cristianesimo in Procopio di Gaza: su un’incompresa allegoria del vino eucaristico // Athenaeum. 98. 2010. P. 503—513.
- Amato E. Procopio di Gaza e Il Dies rosarvm: Eros platonico, agape cristiana e spettacoli pantomimici nella Gaza tardoantica // Eruditio Antiqua. 2. 2010. P. 17-46.
- Amato E. Una perduta prolalia di Procopio di Gaza (fr. 31 Amato) ed alcune considerazioni sul contesto epidittico delle Descriptiones procopiane (con un’appendice su Tzetze lettore di Procopio) // Medioevo Greco. 2011. Vol. 11. P. 7-12.
- Amato E. Un discorso inedito di Procopio di Gaza: in Meletis et Antoninae nuptias // Revue des Études Tardo-antiques. 1. 2011—2012. P. 15-69.
- Amato E. Procopio di Gaza modello dell’ekphrasis di Filagato da Cerami sulla Cappella Palatina di Palermo // Byzantion. 82. 2012.
- Corcella A. Tre nuovi testi di Procopio di Gaza: una dialexis inedita e due monodie gia attribuite a Coricio // Revue des Études Tardo-antiques. 1. 2011—2012. P. 1-14.
- Eisenhofer L. Procopius von Gaza. Freiburg, 1897. 106 S.
- Jones Ch. Procopius of Gaza and the Water of the Holy City // GRBS. 47. 2007. P. 455—467.
- Kempen C. Procopii Gazaei In Imperatorem Anastasium Panegyricus, diss. Bonnae, 1918.
- Lindl E. Die Oktateuchcatene des Prokop von Gaza. Munich, 1902.
- Lucarini C.M. Sul testo del nuovo Procopio // Revue des études tardo-antiques. 1. 2011—2012. P. 129—136.
- Seid T. W. Origins of Catena in Gaza.
- Ter Haar Romeny B. Procopius of Gaza and His Library // From Rome to Constantinople. Studies in Honour of Averil Cameron / Eds. H. Amirav, B. ter Haar Romeny. Leiden, 2007. P. 173—190.
- Talgam R. The Ekphrasis Eikonos of Procopius of Gaza: The Depiction of Mythological Themes in Palestine and Arabia During the Fifth and Sixth Centuries // Christian Gaza in Late Antiquity / Ed. B. Bitton-Ashkelony, A. Kofsky. Brill-Leiden-Boston, 2004. P. 209—234.
- Ventrella G. Un éloge pour les Vicennalia d’Anastase Ier ? Nouvelles hypothèses sur le contexte et la datation du Panégyrique de Procope de Gaza // Colloque international ‘L’École de Gaza. Espace littéraire et identité culturelle dans l’Antiquité Tardive’. Paris, 2013.
- Westberg D. The Rite of Spring: Erotic Celebration in the Dialexeis and Ethopoiiai of Procopius of Gaza // Plotting with Eros: Essays on the Poetics of Love and the Erotics of Reading / Ed. I. Nilsson. Copenhagen: Museum Tusculanum Press, 2009. P. 187—211.